# Madan Lal Mehta
Madan Lal Mehta (* 24. Dezember 1932 in Relmagra, Udaipur; † 10. Dezember 2006 in Udaipur) war ein indischer theoretischer Physiker, bekannt für seine Arbeiten zu Zufallsmatrizen.
Mehta studierte an der University of Rajasthan (in Jaipur) mit dem Master-Abschluss in Mathematik 1956, war zwei Jahre am Tata Institute of Fundamental Research und dann am Kernforschungszentrum in Saclay, an dem er 1961 bei Claude Bloch an der Universität Paris in theoretischer Kernphysik promoviert wurde (über Kernmaterie geringer Dichte). 1962/63 war er auf Einladung von Eugene Wigner (wegen seiner Arbeiten über Zufallsmatrizen) am Institute for Advanced Study, dann an der Universität Delhi und 1966/67 an der Princeton University und dem Argonne National Laboratory. 1967 kehrte er nach Saclay zurück, wo er ab 1970 für das CNRS forschte (später als Forschungsdirektor) und 1971 französischer Staatsbürger wurde. 2005 kehrte er nach Indien zurück.
Er veröffentlichte unter anderem mit Freeman Dyson (mit dem er seit der Zeit am IAS 1962/63 zusammenarbeitete) und Michel Gaudin, mit dem er 1960 die Methode orthogonaler Polynome in der Theorie der Zufallsmatrizen entwickelte. Das war der eigentliche Beginn der mathematischen Forschung über Zufallsmatrizen, die Eugene Wigner 1951 in die theoretische Physik einführte, als er vermutete, dass die Resonanz-Spektren schwerer Kerne wie Eigenwerte von Zufallsmatrizen verteilt wären. Sein Buch über Zufallsmatrizen galt lange als Standardwerk. Dyson und Mehta teilten Zufallsmatrizen in drei Klassen ein: Gaußsches orthogonales Ensemble (GOE), Gaußsches unitäres Ensemble (GUE) und Gaußsches symplektisches Ensemble (GSE).
Neben Englisch und Französisch sprach er Russisch, Japanisch und Chinesisch (er war Gastwissenschaftler in Mexiko, Australien, Japan und China).

## Schriften
- Mehta On the statistical properties of the level spacings in nuclear spectra, Nuclear Physics, Band 18, 1960, S. 395–419
- Mehta, Gaudin On the density of Eigenvalues of a random matrix, Nuclear Physics, Band 18, 1960, S. 420–427
- M. L. Mehta Random Matrices, Elsevier, 3. Auflage 2004
  - Zuerst als Random Matrices and the statistical theory of energy levels, Academic press 1967, 2. Auflage 1991
- Mehta Elements of matrix theory, Hindustan Publishing Corporation 1977 (eine französische Ausgabe erschien 1988)
- Mehta Random matrices in nuclear physics and number theory in  J. E. Cohen, Harry Kesten,C.M. Newman (Herausgeber), Proceedings of the AMS-IMS-SIAM Joint Summer Conference, Bowdoin College, Brunswick, Maine, Juni 1984, Contemporary Mathematics 50 (1986), 295–309